# Wollstonecraft, New South Wales
Wollstonecraft este o suburbie în Sydney, Australia.

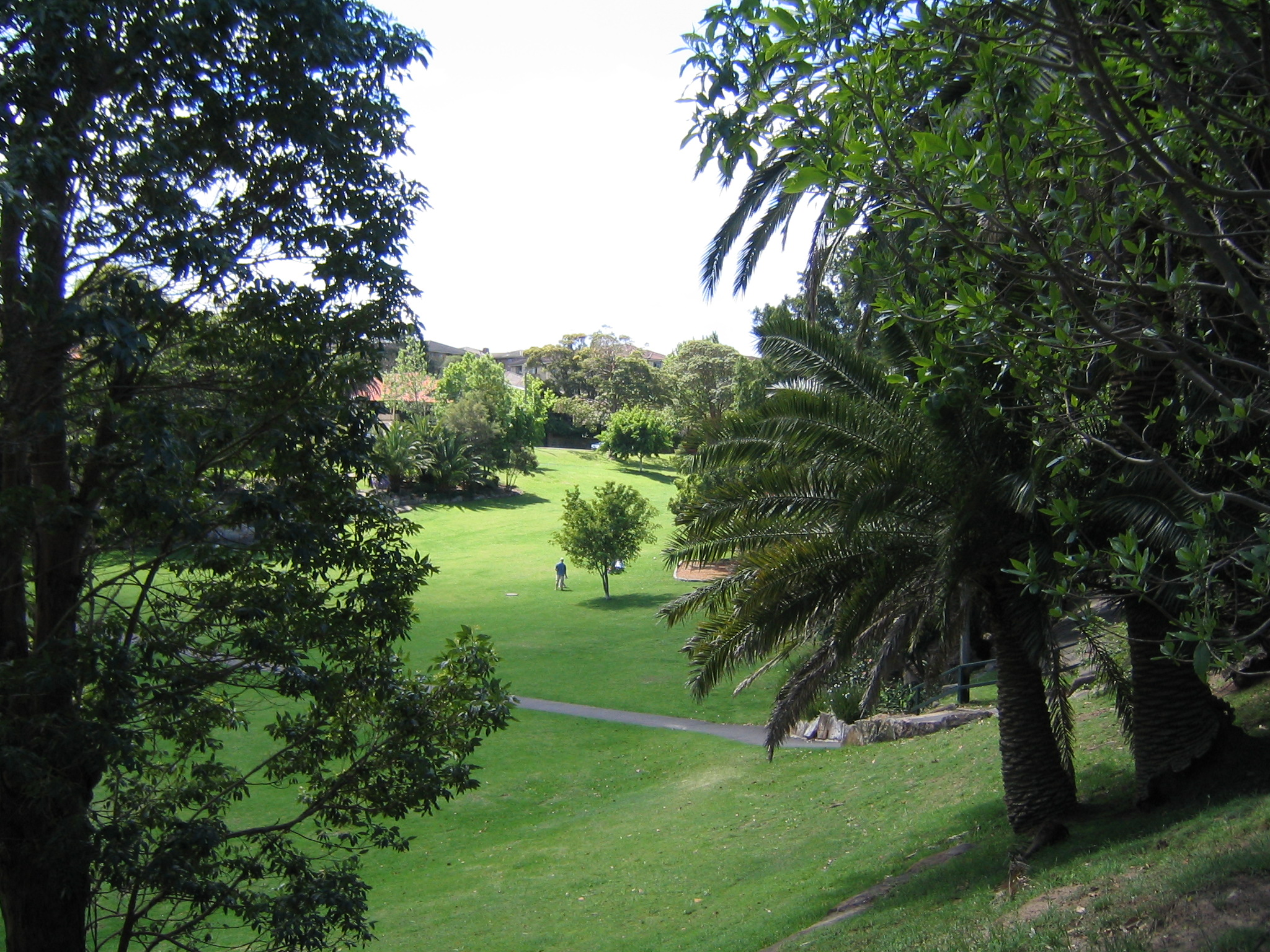
Brennan Park, Wollstonecraft, Sydney